# 莓果

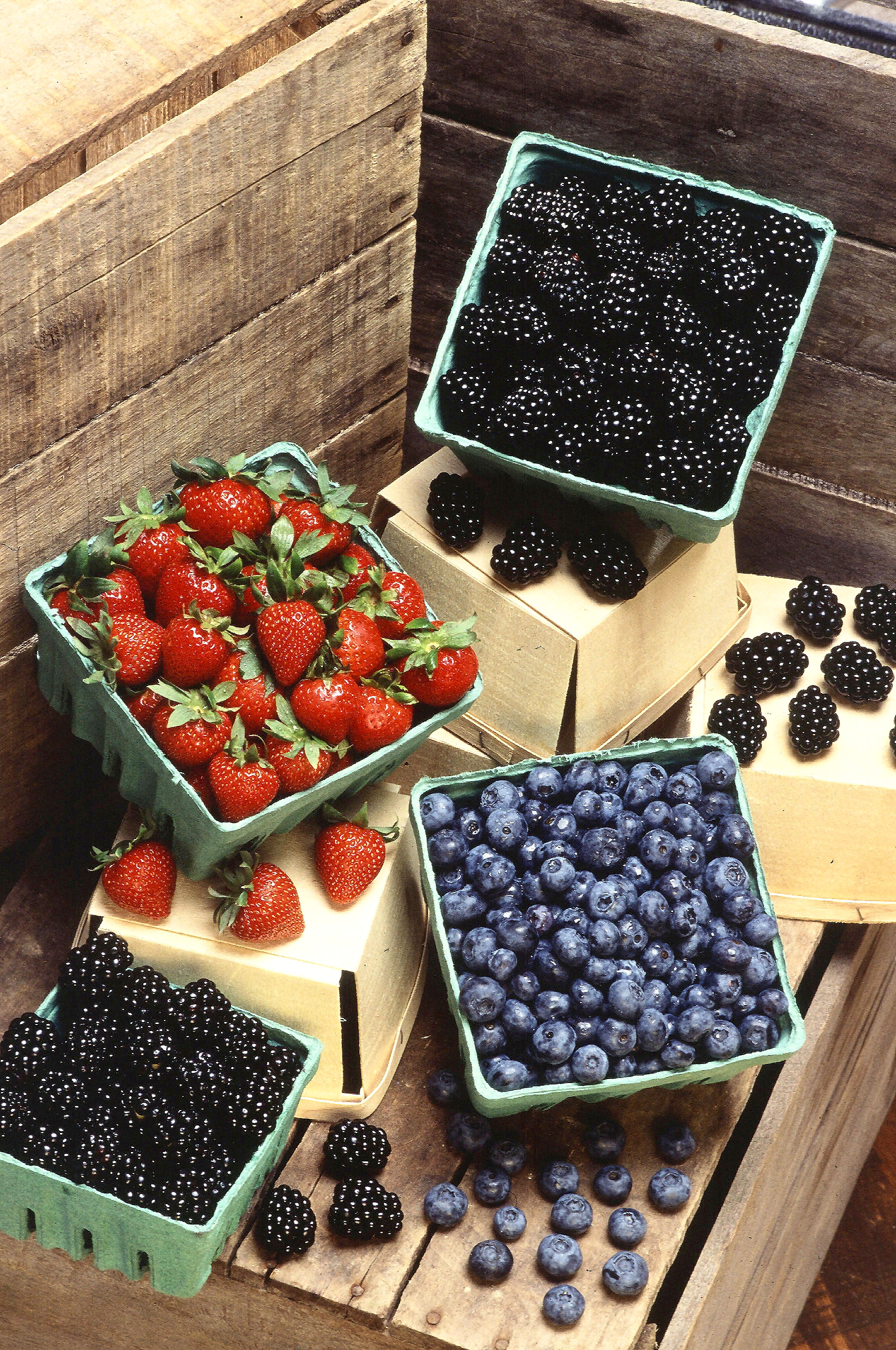
莓果

莓果是一类小型、果肉多汁且可食用的水果。莓果通常呈現圓形且色澤明亮光滑，味甜或酸，没有坚硬的果核，但可能含有許多小籽。常見的例子如草莓、蔓越莓、覆盆子、藍莓、黑莓、紅醋栗、黑醋栗和白醋栗。
有些形似莓果的浆果對人類有毒，例如颠茄和商陸，食用或可致命。还有一些如白桑、紅桑和接骨木果在未成熟時有毒，但成熟時可食用。
莓果在世界各地被广泛食用，常用於果醬、蜜餞、蛋糕、派等食品中。有些莓果具有重要的商业价值，不同国家的莓果产业及野生种质有所不同。有些莓果，如覆盆子和草莓已经过数百年的人工育种，已与其野生祖先有显著区别；而其他一些如越橘和云莓几乎只生长在野外。

## 英文释义
英文中，莓果被统称为「berry」；在英国也有时称“soft fruit”。
「berry」在日常飲食中通常譯作「莓果」，而在植物學術語中則指的是果实的一种特定类型——浆果。植物學中「berry」（漿果）的定义包含任何由單個花发育而来，内果皮未显硬化（即无坚硬果核），成熟时果皮肉质的果实。因此，「berry」作植物学定义（浆果）时包括許多在日常飲食中不惯稱為莓果的水果，如葡萄、蕃茄、黃瓜、茄子、香蕉、西瓜、辣椒等。而在日常飲食文化中所指的莓果则许多都不符合植物學上「berry」（漿果）的定义，例如草莓是聚合瘦果，覆盆子和黑莓是聚合小核果，桑椹是聚花小核果。

### 詞源
古英语中对应「莓果」的单词「berie」来源于原始日耳曼语，意为「浆果」或「葡萄」，但更早之前的来源不明。其形式被不同地重建为「*basją」、「*bazją」或「*basjom」，最后者也为多种语言中类似释义词汇的来源，如古诺斯语「ber」、中古荷兰语「bere」、德语「Beere」、古撒克逊语「winberi」、哥特语「weinabasi」。“berry”和“apple”是现代英语中仅有的两个源自原始日耳曼词汇的水果名称。

## 歷史

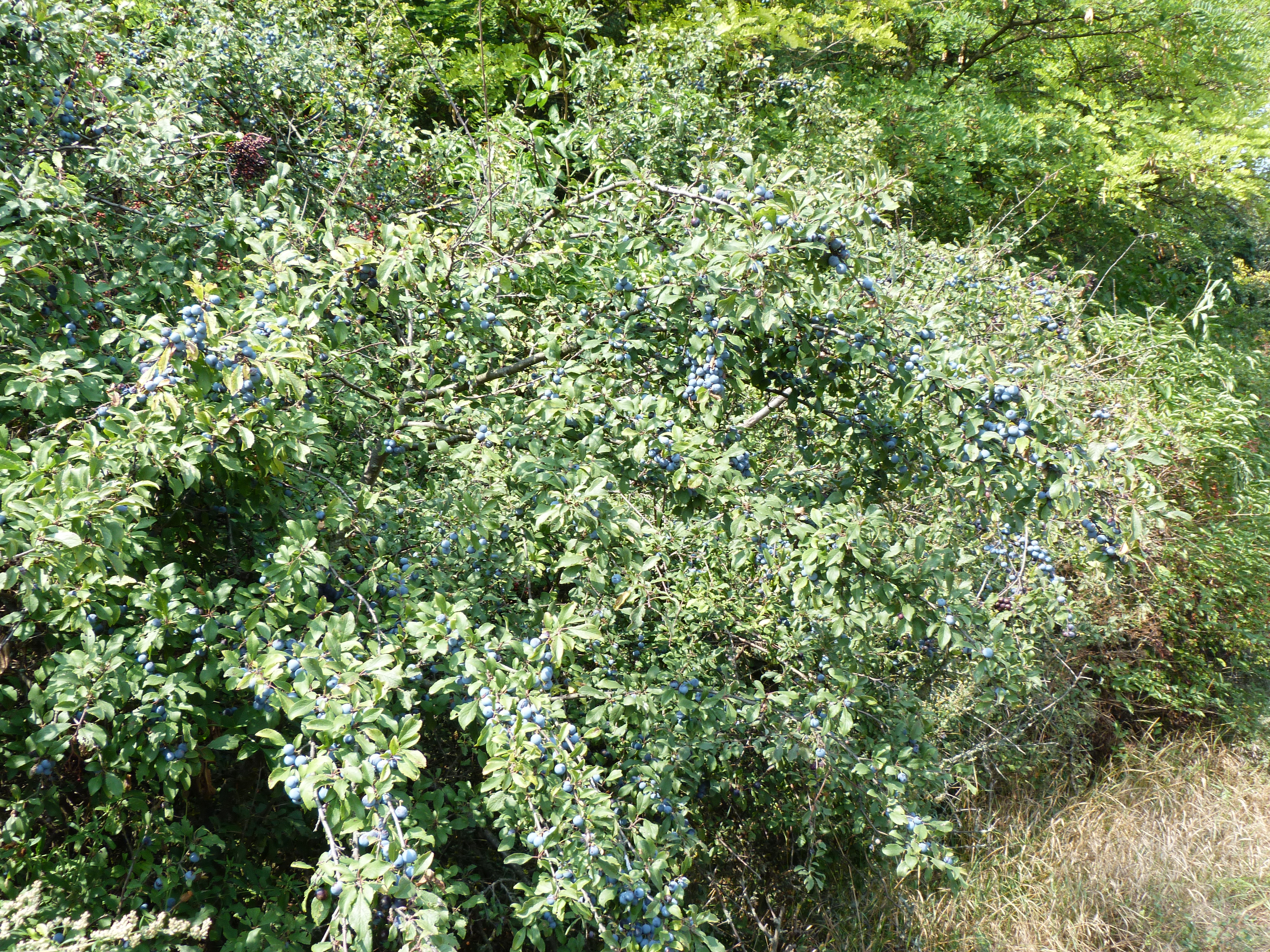
黑刺李

自農業開始之前，莓果就已经是人類重要的食物來源之一，並且至今仍然是靈長類動物的主要饮食组成部分。數千年前，莓果就已成为了早期狩獵採集者的应季主食。直到今天，在欧洲和北美，野外采摘野生莓果仍然是一项热门的活动。隨著時間的推移，人类學會了储存莓果，将其制成果酱、蜜饯或冷冻，以便在冬天享用。在美洲原住民文化中，莓果还常與肉類和脂肪混合制成一种乾肉餅。
农业现代化后，歐洲等地各國都陆续開始人工種植莓果。一些懸鉤子屬物种（树莓、黑莓等）的栽培历史尤为久远，可追溯到17世紀。而美洲原生的各种越橘（蓝莓、蔓越莓）在美国的栽培历史也已超过一個世紀。现代栽培最广的莓果是草莓，其全球产量达其他所有莓果总和的两倍。
草莓在古罗马时期已有记载，当时的人们认为它具有药用价值，但在当时它并不是农业中的主要作物。14世纪，野草莓开始在法国的花园中种植。16世纪末，麝香草莓也开始在欧洲的花园中种植。之后，弗州草莓开始在欧洲和美国种植。
最常被人们食用的现代园艺草莓（Fragaria × ananassa）则源自弗州草莓和智利草莓的偶然杂交品种。18世纪中期，一位法国园丁注意到，当麝香草莓和弗州草莓种植在智利草莓的行间时，智利草莓结出的果实异常硕大，且产量增高。不久之后，法国植物学家安托万·尼古拉斯·杜申开始研究草莓的育种，并在植物育种科学方面取得了若干重要发现，例如草莓的有性繁殖机制。随后，19世纪早期，英国培育出了多个现代草莓（F. × ananassa）的品种，在欧洲的草莓育种中具有重要意义。自此，已有数百个草莓品种先后于各地被培育。

## 種植
自14世紀以來，草莓一直種植在歐洲的花園中。藍莓從1911年開始被培植，1916年第一次作為商業化作物。所有品種的越橘沒有完全被培植，但從1994年到2010年，西部越橘開始作為經濟上的重要作物而嘗試被培植。許多其他品種的越橘同樣沒有被培植，其中一些具有商業重要性。

### 農業方法
與大多數其他糧食作物一樣，莓果是商業種植的，具有常規害蟲管理和病蟲害綜合治理（IPM）實踐。有機認證的莓果正在變得越來越廣泛。:5
許多軟果莓果需要一段0到10°C的溫度來打破休眠。一般來說，草莓需要200-300小時，藍莓需要650-850小時，黑莓需要700小時，覆盆子需要800-1700小時，黑醋栗和醋栗需要800-1500小時，蔓越莓需要2000小時。然而，溫度太低會殺死作物：藍莓不能承受低於-29°C的溫度，覆盆子，根據品種，可能耐受低至-31°C，黑莓在-20°C以下受傷。然而，春季霜凍對莓果作物的破壞性要大於冬季低溫。在北半球面向北或向東的中等坡度（3-5％）的地點，靠近調節春季溫度的大型水體，被認為是防止春季霜凍傷害新葉和花的理想場所。所有莓果作物都有淺根系。 許多贈地大學推廣辦公室建議不要在同一地點種植草莓超過五年，因為黑根腐病的危險（雖然許多其他疾病都是同名的），這在主要的商業生產中受到控制 每年進行溴甲烷熏蒸。除了生產年限，土壤壓實，熏蒸頻率和除草劑使用增加了草莓黑根腐病的外觀。覆盆子，黑莓，草莓和許多其他莓果易受黃萎病的影響。 如果土壤中的黏土或淤泥含量超過20％，藍莓和蔓越莓會變得很差，而大多數其他莓果可以容忍多種土壤類型。對於大多數莓果作物而言，理想的土壤是排水良好的砂質壤土，pH值為6.2-6.8，中等至高有機物含量; 然而，藍莓的理想pH值為4.2-4.8，可以在泥土上生長，而藍莓和蔓越莓喜歡較差的土壤，陽離子交換量較低，鈣含量較低，磷含量較低。
有機地種植大多數莓果需要使用適當的輪作，正確的覆蓋作物混合物以及在土壤中培養正確的有益微生物。由於藍莓和蔓越莓在不適合大多數其他植物的土壤中茁壯成長，而傳統肥料對它們有毒，因此有機種植它們時的主要問題是鳥類管理。
收穫後小果實莓果通常在90-95％相對濕度和0℃下儲存。然而，蔓越莓對霜敏感，應儲存在3℃。藍莓是唯一對乙烯有反應的莓果，但收穫後風味不會改善，因此它們需要與其他莓果相同的處理。 去除乙烯可以減少所有莓果中的疾病和腐敗。在收穫後一至兩小時內預冷卻至儲存溫度，通常為0℃，通過強制空氣冷卻使莓果的儲存壽命增加約三分之一。在最佳儲存條件下，覆盆子和黑莓可持續2至5天，草莓可持續7-10天，藍莓可持續2至4週，蔓越莓可持續2至4個月。莓果可以在高二氧化碳或10-15％二氧化碳氣氛下運輸，用於高二氧化碳或15-20％二氧化碳和5-10％氧氣，用於改良氣溫的容器，以延長保質期並防止灰黴病腐爛。

### 育種

悬钩子属植物已經被栽培數千年，经过来回反复杂交得出了现今常见的各树莓品系

18世紀的法国植物学家安托万·尼古拉斯·杜申在草莓研究中發現了莓果育種科學的幾個重要發現。在傳統的植物育種技術中，選擇具有特定所需特徵的莓果並允許其與其他莓果進行性繁殖，然後可以選擇具有改良性狀的後代並用於進一步雜交。植物可以與同一屬內的不同物種雜交；不同屬之間的雜交也可能，但更難。育種可以尋求增加果實的大小和產量，改善其營養成分的風味和質量，例如抗氧化劑，擴大收穫季節，並且產生具有抗病性，耐暑或耐寒條件的栽培品種，以及其他期望的特徵。
近年來，分子生物學和基因工程的進步允許通過例如標記輔助選擇在選擇期望的基因型時更有效和更好的標靶方式。基因改造技術也可用於繁殖莓果。

### 園藝莓果
有些经常出现在农业培训的莓果栽培指南与可食用莓果辨别手册中的果实通常并不被称作莓果，例如海滨李、美洲柿、泡泡果、太平洋海棠和仙人掌果。

## 商業生產
一位消息人士表示，在2005年，全世界有180萬英畝土地種植莓果，產量為630萬噸。:4

### 經濟學
根據美國2015年全球莓果大會的數據，銷售超過600萬美元的軟果，佔超市總收入的19％，超過11％的香蕉（漿果）和蘋果（14％）， 隨著市場的持續快速增長預期。
在某些地區，莓果採摘可能是經濟的很大一部分，瑞典和芬蘭等西歐國家越來越多地從泰國或保加利亞進口廉價勞動力進行莓果採摘。由於「莓果採摘者」的低工資和低生活水平以及缺乏工人安全，這種做法在過去幾年中受到嚴密審查。

## 顏色和潛在的健康益處

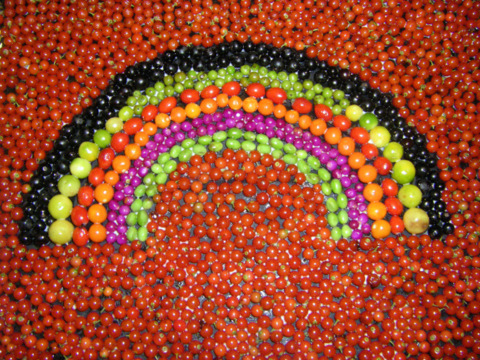
（主要是不可食用的）野生莓果中顏色對比的例子

一旦成熟，莓果通常具有與其背景（通常是綠葉）形成鮮明對比的顏色，使得它們對於食果動物和鳥類是可見的和有吸引力的。 這有助於植物種子的廣泛傳播。
莓果色是由於天然植物色素，如花青素，以及主要位於莓果皮，種子和葉子中的其他黃酮類化合物。雖然莓果色素在體外具有抗氧化特性，迄今為止，沒有足夠的生理學證據表明莓果色素在人體內具有實際的抗氧化劑或任何其他功能。因此，不允許聲稱含有多酚的食品在美國或歐洲的產品標籤上具有抗氧化劑的健康價值。

## 烹飪重要性

### 使用在烘焙食品

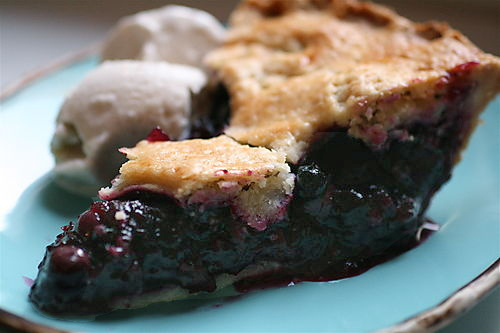
一片藍莓派

莓果通常用於派或蛋塔，例如葡萄派、藍莓派、黑莓派和草莓派。
莓果通常用於烘焙，如藍莓瑪芬、黑莓瑪芬 、莓果脆片、莓果蛋糕、莓果茶餅和莓果餅乾。 莓果通常整合到麵糊中用於烘焙，並且經常進行注意以便不破壞莓果。 對於一些烘焙的莓果產品，冷凍或乾燥莓果可能是優選的。 新鮮莓果也經常被加入烘焙的莓果甜點中，有時還加入奶油，作為甜點的餡料或配料。

### 飲品
莓果通常添加到水和/或果汁中，如蔓越莓汁，佔蔓越莓作物使用量的95％，藍莓汁、覆盆子汁和草莓汁。葡萄酒是由莓果（葡萄）製成的主要發酵飲料。 水果葡萄酒通常由其他莓果製成。 在大多數情況下，必須在隔膜化過程中將糖添加到莓果汁中以增加葡萄酒的酒精含量。 由莓果製成的果酒的例子包括：草莓酒，藍莓酒，黑莓酒，紅醋栗酒，越橘酒和蔓越莓酒。莓果用於某些風格的啤酒，特別是framboise（用覆盆子製成）和其他水果風味的Lambic。

### 乾燥

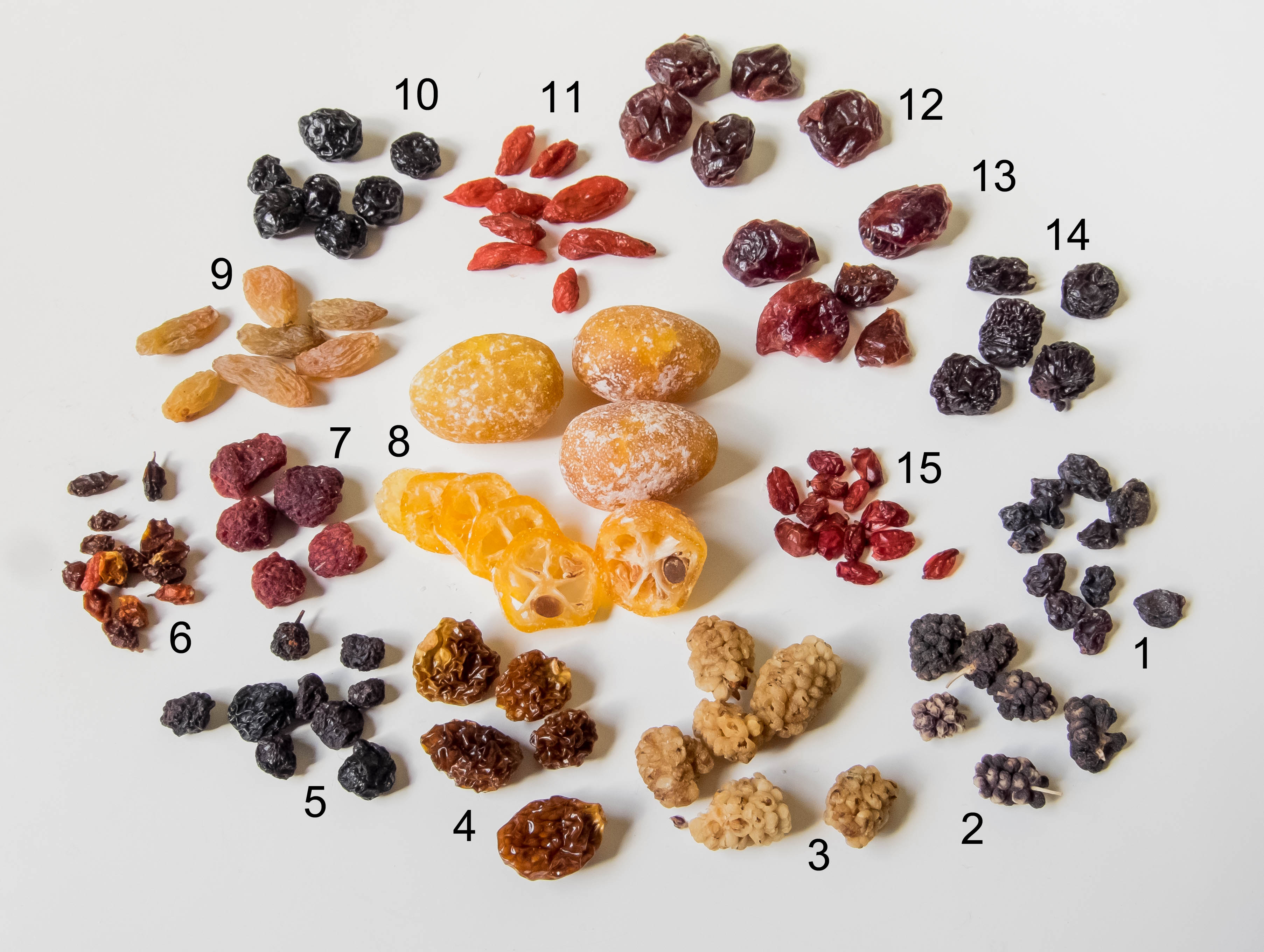
各種果乾

科林斯、葡萄乾和蘇丹娜是乾葡萄莓果的例子，許多其他商業上重要的莓果以乾燥形式提供。

### 果醬

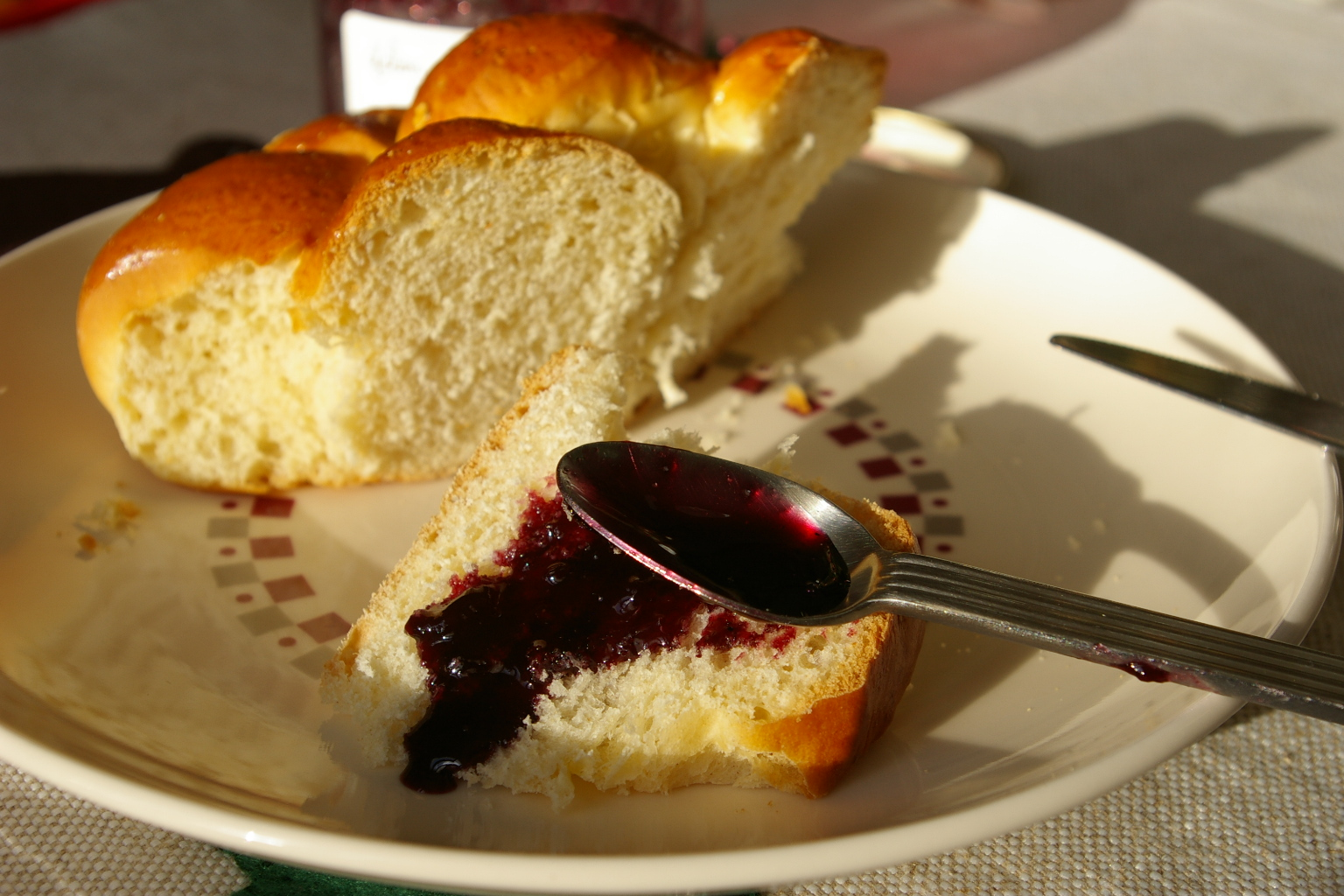
接骨木果果醬麵包

莓果是易腐爛的水果，保質期短，通常通過乾燥，冷凍，酸洗或製作水果蜜餞來保存。 黑莓，藍莓，波森莓，越橘，羅甘莓，覆盆子和草莓等莓果經常用於果醬和果凍中。在美國，美洲原住民「是第一個從藍莓中學會如何製作果醬的」。

### 其他用途
廚師們製作了快速醃製的軟果，如黑莓、草莓和藍莓。草莓可以被打碎並在油炸鍋中快速煎炸。 由莓果製成的醬汁，如蔓越莓醬，可以冷凍至堅硬，搗碎和油炸。蔓越莓醬是感恩節的傳統食品，類似的醬料可以由許多其他莓果製成，如藍莓，覆盆子，黑莓和越橘。

## 文化重要性

### 染色
莓果已經在一些培養物中用於染色。 許多莓果含有易於染色的果汁，可用作天然染料。 例如，黑莓可用於製造染料，特別是當成熟莓果可以容易地釋放果汁以產生不褪色效果時。 懸鉤子莓果，如黑莓、覆盆子、黑莓、露莓和羅甘莓都能產生染料顏色。 這些都曾經被美洲原住民使用過。夏威夷原住民使用当地称为“akala”的原生树莓调制成淡紫色和粉紅色染料，用于为塔帕布上色，而山菅属的浆果用於藍色著色，來自黑色茄屬植物的莓果则用於產生綠色。
在瑞士，幾種莓果物種被用作染料。